# (38833) 2000 SC
2000 SC (asteroide 38833) é um asteroide da cintura principal. Possui uma excentricidade de 0.20308810 e uma inclinação de 28.06910º.
Este asteroide foi descoberto no dia 17 de setembro de 2000 por LINEAR em Socorro.